# Jättesmaragdödla
Jättesmaragdödla (Lacerta trilineata) är en ödla med grönaktig kroppsfärg som förekommer på  Balkan.

## Beskrivning
Jättesmaragdödlan är en stor, kraftigt byggd ödla, med en kroppslängd från nos till svansrot som kan nå över 16 cm, och en svanslängd som kan uppgå till dubbla kroppslängden. Färgen är oftast klargrön. Färgteckningen kan emellertid vara mycket variabel, se nedan.

### Bilder

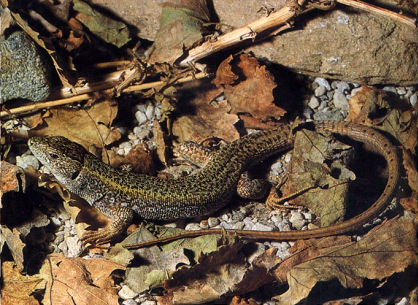
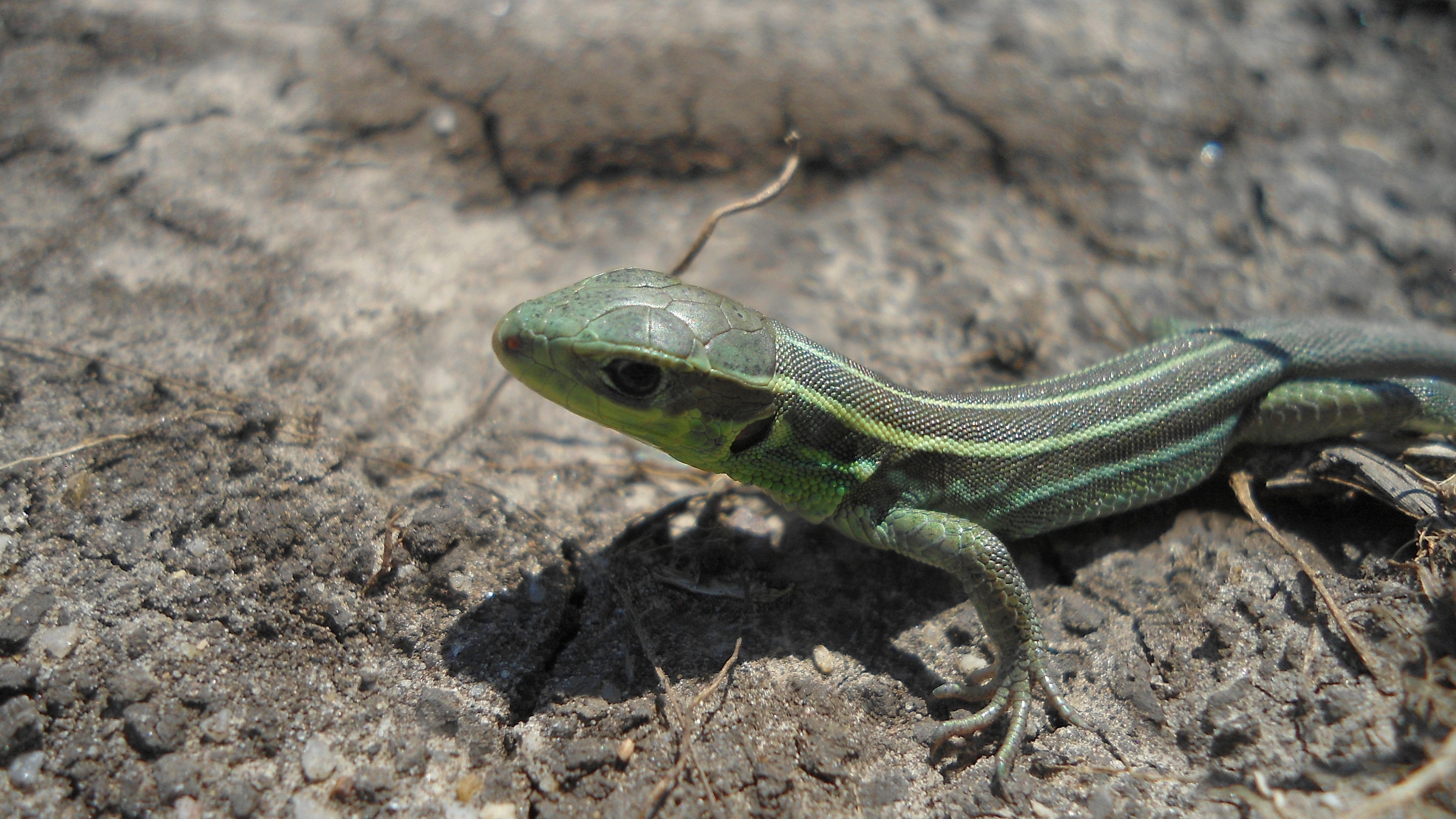
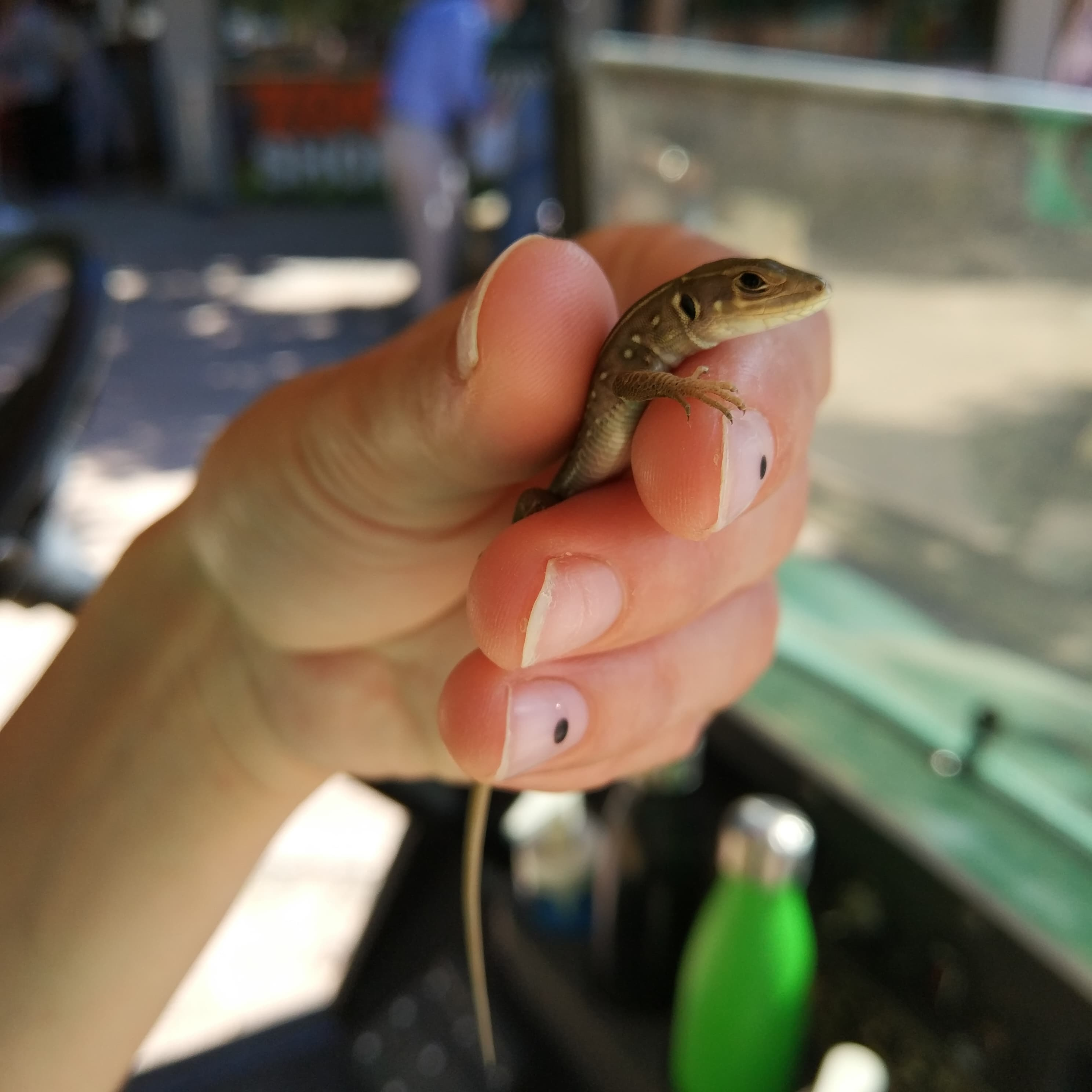
Ungt exemplar
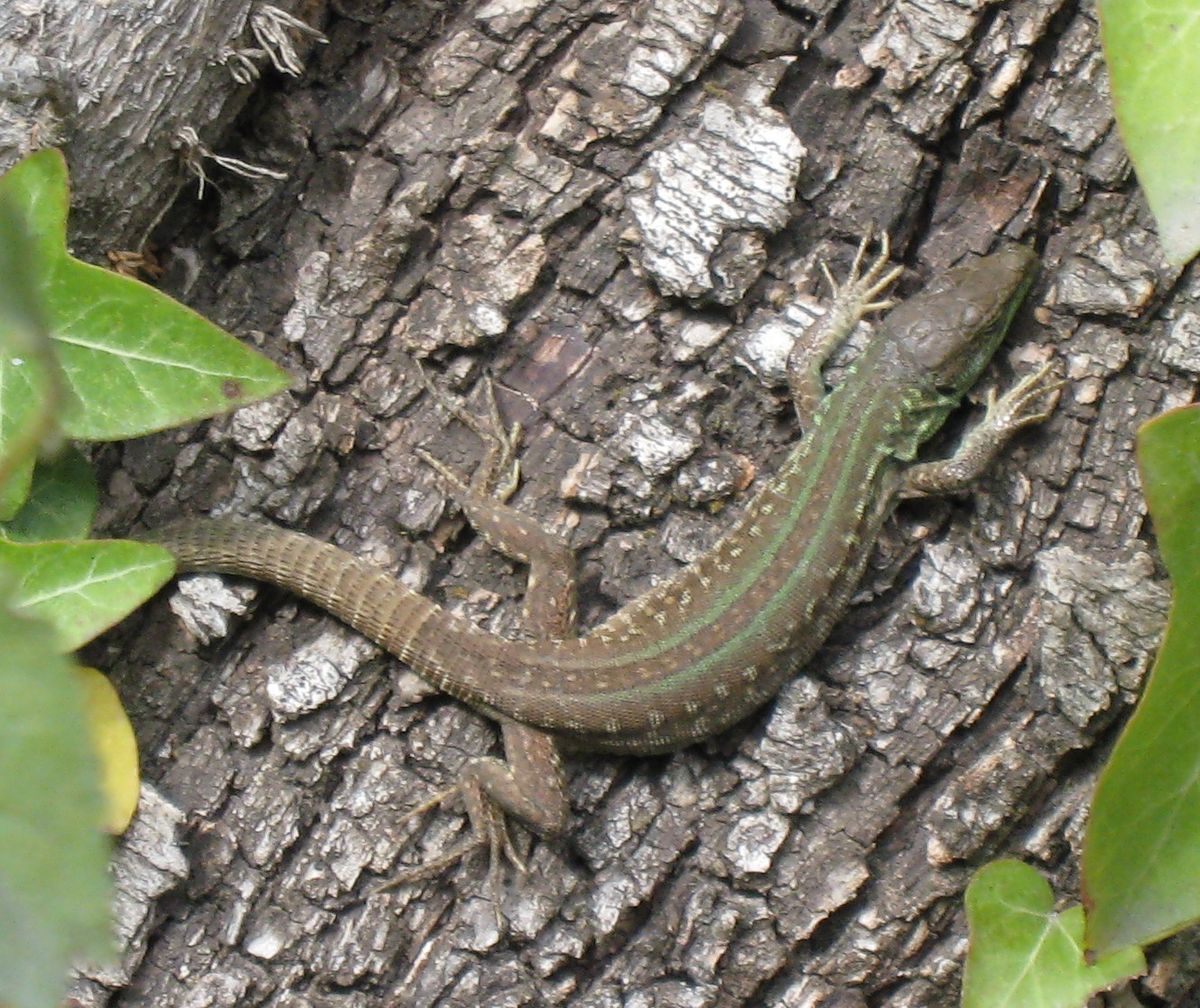

## Utbredning
Ödlan förekommer längs kusten och de kustnära områdena från Kroatien, Bosnien-Herzegovina, Serbien och Montenegro, samt vidare öster- och söderut till Bulgarien, sydöstra Rumänien, Albanien, Makedonien, Grekland inklusive större delen av dess övärld, till västra och centrala Turkiet.

## Ekologi
Jättesmaragdödlan är en äggläggande ödla vars habitat utgörs av sanddyner, buskage, murar, häckar, fruktplantager och övergiven jordbruksmark i torra, subtropiska områden. Arten kan även påträffas i mera fuktiga biotoper som i närheten av diken och bäckar. Den lever från havsytans nivå till åtminstone 1 600 meter över havet.
Arten blir könsmogen på våren under andra levnadsåret.

## Status
IUCN klassificerar arten som livskraftig ("LC"), och inga globala hot anges. Lokalt finns det dock vissa hot: I Rumänien hotas arten av habitatförlust på grund av ökat jordbruk. Flera isolerade populationer på Medelhavsöar är hotade, som underarten L. t. citrovittata på den grekiska ön Tinos. I Turkiet förekommer dessutom hot i form av bränder.

## Underarter
The Reptile Database anger fyra underarter, IUCN ytterligare en, L. t. citrovittata (se dock nedan):
- Lacerta trilineata trilineata Bedriaga 1886                                                                             * Lacerta trilineata hansschweizeri Müller 1935 Förekommer på ett flertal grekiska öar.
- Lacerta trilineata major Boulenger 1887 Kroatien, Montenegro, Bosnien‐Herzegovina, Albanien och västra Grekland.
- Lacerta trilineata polylepidota Wettstein 1952 Kreta, Kythera.
- Lacerta trilineata citrovittata Werner 1938 Grekiska öar. Taxonet är omdiskuterat; vissa räknar det som en egen art[6].